# Ñiquén
Ñiquén este o comună din provincia Ñuble, regiunea Bío Bío, Chile, cu o populație de 10.759 locuitori (2012) și o suprafață de 493,1 km2.